# Udea meruensis
Udea meruensis is een vlinder uit de familie van de grasmotten (Crambidae), uit de onderfamilie van de Spilomelinae. De wetenschappelijke naam van deze soort is voor het eerst voorgesteld door Richard Mally in een publicatie uit 2022.
De soort komt voor in Tanzania.